# Chiapetta
Chiapetta é um município brasileiro do estado do Rio Grande do Sul.
Situada na mesorregião do Noroeste Rio-Grandense e microrregião de Ijuí. Tem sua economia baseada na pecuária e agricultura, tendo como sua principal fonte de exploração o trigo, o milho e a soja. Cidade pequena e hospitaleira, característica marcante das cidades de colonização alemã e italiana da região.

## História
A área que hoje forma o município de Chiapetta pertencia a Santo Ângelo. O povoado inicialmente denominou-se Sede Vitória. Como a colonização inicial foi feita pelo imigrante italiano Carmine "Carlos" Chiappetta, o nome foi mudado para homenageá-lo. Carlos Chiapetta adquiriu em fins do século XIX uma área de terras de seis léguas, composta por campos e matas, denominada de fazenda Monte Alvão.
A propriedade, que um dia viria a ser município, foi comprada de Francisco Annes Dias cuja negociação foi intermediada pelo eminente político serrano, general Firmino de Paula. A viúva de Chiappetta, Victória Carvalho d'Ávila, elaborou, com a colaboração dos filhos, um plano básico para criação de uma futura vila, que previamente planejada, começou a receber comerciantes, produtores rurais e prestadores de serviços, que impulsionaram o desenvolvimento da colonização. 

### Formação administrativa
Distrito criado com a denominação de Chiapetta, pela lei municipal nº 29, de 31 de janeiro de 1955, com território desmembrado do distrito de Inhacorá e anexado ao município de Santo Ângelo. Em divisão territorial datada de 1-VII-1955, o distrito de Chiapetta, figura no município de Santo Ângelo.
Assim permanecendo em divisão territorial datada de 1-VII-1960. Elevado à categoria de município com a denominação de Chiapetta, pela lei estadual nº 5155, de 15 de dezembro de 1965, desmembrado do município de Catuípe. Sede no antigo distrito de Chiapetta. Constituído do distrito sede. Instalado em 28 de maio de 1966. Em divisão territorial datada de 31-XII-1968, o município é constituído do distrito sede. Assim permencendo em divisão territorial datada de 2007.

## Geografia
Possui uma área de 396,483 km² e sua população estimada em 2018 foi de 3.794 habitantes. Sua localização segue as seguintes coordenadas: Latitude 27° 55′ 22″ Sul, Longitude 53° 56′ 27″ Oeste. Sua distância da capital é de 467 km.

### Clima
O município está localizado em área subtropical, seu clima é temperado, com quatro estações distintas. Em Chiapetta existe uma pluviosidade significativa ao longo do ano. Mesmo o mês mais seco ainda assim tem muita pluviosidade. A média anual de pluviosidade é de 1830 mm. 132 mm é a precipitação do mês Março, que é o mês mais seco. O mês de Outubro é o mês com maior precipitação, apresentando uma média de 187 mm.
| Dados climatológicos para Chiapetta | Dados climatológicos para Chiapetta | Dados climatológicos para Chiapetta | Dados climatológicos para Chiapetta | Dados climatológicos para Chiapetta | Dados climatológicos para Chiapetta | Dados climatológicos para Chiapetta | Dados climatológicos para Chiapetta | Dados climatológicos para Chiapetta | Dados climatológicos para Chiapetta | Dados climatológicos para Chiapetta | Dados climatológicos para Chiapetta | Dados climatológicos para Chiapetta | Dados climatológicos para Chiapetta |
| Mês                                 | Jan                                 | Fev                                 | Mar                                 | Abr                                 | Mai                                 | Jun                                 | Jul                                 | Ago                                 | Set                                 | Out                                 | Nov                                 | Dez                                 | Ano                                 |
| ----------------------------------- | ----------------------------------- | ----------------------------------- | ----------------------------------- | ----------------------------------- | ----------------------------------- | ----------------------------------- | ----------------------------------- | ----------------------------------- | ----------------------------------- | ----------------------------------- | ----------------------------------- | ----------------------------------- | ----------------------------------- |
| Temperatura máxima média (°C)       | 30,3                                | 29,6                                | 27,6                                | 24,1                                | 21,3                                | 19,8                                | 20,6                                | 22,3                                | 24,1                                | 26,5                                | 28,4                                | 28,3                                | 25,2                                |
| Temperatura média (°C)              | 24,2                                | 23,7                                | 21,6                                | 18,3                                | 15,8                                | 14,4                                | 14,8                                | 16,3                                | 18                                  | 20,2                                | 21,9                                | 22                                  | 19,3                                |
| Temperatura mínima média (°C)       | 18,2                                | 17,8                                | 15,7                                | 12,6                                | 10,3                                | 9,1                                 | 9                                   | 10,3                                | 11,9                                | 13,9                                | 15,5                                | 15,8                                | 13,3                                |
| Precipitação (mm)                   | 152                                 | 141                                 | 132                                 | 161                                 | 166                                 | 165                                 | 135                                 | 137                                 | 162                                 | 187                                 | 145                                 | 147                                 | 1 830                               |
| Fonte: Climate-Data.org             |                                     |                                     |                                     |                                     |                                     |                                     |                                     |                                     |                                     |                                     |                                     |                                     |                                     |